# Lanista
O Lanista (do etrusco "lanista") é aquele quem, na Roma Antiga, comprava os gladiadores e os ensinava a combater.
Era o proprietário de vários gladiadores e quem os fornecia aos espetáculos; era também o mestre de armas e professor da companhia. Usava um bastão, como marca de sua autoridade.
Os gladiadores faziam parte de uma trupe (familia gladiatoria), dirigida pelo lanista (o homem do entretenimento).
O lanista era um antigo gladiador que foi libertado.